# Benson Farb
Benson Stanley Farb (né le 25 octobre 1967 à Norristown (Pennsylvanie)) est un mathématicien américain qui travaille en théorie géométrique des groupes, algèbre et topologie en basses dimensions.

## Biographie
Farb étudie à l'université Cornell avec un baccalauréat et obtient son Ph. D. en 1994 sous la supervision de William Thurston à l'université de Princeton (titre de sa thèse : Relatively hyperbolic and automatic groups with applications to negatively curved manifolds). Farb est professeur à l'Université de Chicago.

## Recherche
Farb s'intéresse à la théorie des groupes géométriques, à la topologie en basses dimensions, à l'interaction entre la géométrie différentielle, les groupes de Lie et leurs sous-groupes discrets, à la courbure non positive, ainsi qu'à diverses interactions entre la topologie, la théorie des représentations, la géométrie algébrique et la théorie des nombres ; il s'intéresse particulièrement à divers espaces de modules, par exemple de polynômes, de fonctions rationnelles, de surfaces de Riemann).
À partir de 2016, Farb travaille sur le treizième problème de Hilbert en collaboration avec Jesse Wolfson. Ce problème est résolu dans sa formulation originale pour les fonctions continues depuis les années 1950, notamment par Vladimir Arnold qui a résolu ce problème en 1957 ; il est toutefois ouvert dans la formulation pour les fonctions algébriques. Il s'agit alors de la réduction de polynômes du septième degré ou plus en des fonctions en plusieurs variables. Le nombre minimum de variables requises est appelé le « degré de résolution » et c'est une mesure la complexité des polynômes. Hilbert lui-même prouve en 1927 que le degré de résolution du polynôme du neuvième degré est d'au moins quatre, en utilisant des méthodes géométriques (qui consistent à déterminer l'une des 27 droites dans une surface cubique). Selon Farb et Wolfson, la détermination ou l'encadrement du degré de résolution est une méthode plus précise ou une généralisation du treizième problème de Hilbert ,,.
Parmi ses anciens élèves, figurent notamment Kathryn Mann, Dan Margalit, et Andrew Putman.

## Prix et distinctions
De 1999 à 2004, Farb est rédacteur en chef de Geometriae Dedicata.
De 1999 à 2001, Farb est Sloan Research Fellow. En 2012, il est élu fellow de l'American Mathematical Society. En 2014, il est conférencier invité au Congrès international des mathématiciens à Séoul (Representation Stability). En 2021, Farb est élu membre de  l'Académie américaine des arts et des sciences .
Farb est marié avec la mathématicienne Amie Wilkinson depuis 1996.

## Publications (sélection)
- Benson Farb et Dan Margalit, A Primer on Mapping Class Groups, Princeton University Press, 2012 (ISBN 978-0-691-14794-9, MR 2850125, lire en ligne)[8]
- Benson Farb et R. Keith Dennis, Noncommutative Algebra, Springer-Verlag, coll. « Graduate Texts in Mathematics, 144 », 1993 (ISBN 978-1-4612-0889-1, MR 1233388, présentation en ligne)
- Benson Farb (éditeur), Problems on mapping class groups and related topics, American Mathematical Society, coll. « Proceedings of Symposia in Pure Mathematics 74 », 2006 (ISBN 0-8218-3838-5, lire en ligne)
- Benson Farb et David Fisher (éditeurs), Geometry, rigidity, and group actions : Selected papers based on the presentations at the conference in honor of the 60th birthday of Robert J. Zimmer, University of Chicago Press, coll. « Chicago Lectures in Mathematics », 2011, xii + 646 (ISBN 978-0-226-23788-6, zbMATH 1225.00042)
- Benson Farb, Richard Hain et Eduard Looijenga (éditeurs), Moduli spaces of Riemann surfaces, American Mathematical Society, coll. « IAS/Park City Mathematics Series 20 », 2013, x+ 356 (ISBN 978-0-8218-9887-1, zbMATH 1272.30002)
- Benson Farb et Richard Evan Schwartz, « The large-scale geometry of Hilbert modular groups », Journal of Differential Geometry, vol. 44, no 3,‎ 1996, p. 435–478 (DOI 10.4310/jdg/1214459217).
- Benson Farb, « Relatively hyperbolic groups », Geometric and Functional Analysis, vol. 8, no 5,‎ 1998, p. 810–840 (DOI 10.1007/s000390050075).
- Benson Farb et Lee Mosher, « A rigidity theorem for the solvable Baumslag-Solitar groups », Inventiones Mathematicae, vol. 131, no 2,‎ 1998, p. 419–451 (DOI 10.1007/s002220050210).
- Benson Farb et Lee Mosher, « Quasi-isometric rigidity for the solvable Baumslag-Solitar groups, II », Inventiones Mathematicae, vol. 137, no 3,‎ 1999, p. 613–649 (DOI 10.1007/s002220050286).
- Benson Farb et Peter Shalen, « Real-analytic actions of lattices », Inventiones Mathematicae, vol. 135, no 2,‎ 1999, p. 273–296 (DOI 10.1007/s002220050286).
- Benson Farb et Lee Mosher, « On the asymptotic geometry of abelian-by-cyclic groups », Acta Mathematica, vol. 184, no 2,‎ 2000, p. 145–202 (DOI 10.1007/BF02392628).
- Benson Farb, Alexander Lubotzky et Yair Minsky, « Rank-1 phenomena for mapping class groups », Duke Mathematical Journal, vol. 106, no 3,‎ 2001, p. 581–597 (DOI 10.1215/S0012-7094-01-10636-4).
- Benson Farb et Jeffrey Brock, « Curvature and rank of Teichmüller space », American Journal of Mathematics, vol. 128, no 1,‎ 2006, p. 1–22 (DOI 10.2307/40067916).
- Benson Farb et Shmuel Weinberger, « Isometries, rigidity and universal covers », Annals of Mathematics série 2, vol. 168, no 3,‎ 2008, p. 915–940 (DOI 10.2307/40345431).